# Persona 4: The Golden Animation
Persona 4: The Golden Animation (ペルソナ4 ザ・ゴールデン?, Perusona Fō Za Gōruden) è un anime sequel di Persona 4: The Animation e basato sul videogioco Persona 4 Golden per PS Vita basato a sua volta su Shin Megami Tensei: Persona 4. L'anime, a cura di Jun Kumagai, Seiji Kishi e dello studio A-1 Pictures viene trasmesso dall'11 luglio 2014 al 25 settembre 2014 contando 12 episodi più un OAV.

## Trama
In aprile, Yu Narukami si trasferisce a Inaba per lavoro dei genitori e dopo aver avvistato una misteriosa ragazza incontra suo zio Ryotaro e sua cugina Nanako Dojima. A scuola Yu fa amicizia con Yosuke Hanamura, Chie Satonaka, e Yukiko Amagi, e viene a conoscenza del "Midnight Channel" che appare in una TV durante le giornate piovose. Yu scopre che il Midnight Channel è reale, e insieme ai suoi amici entra dentro il Midnight Channel della TV del negozio del padre di Yosuke. Nel Midnight Channel i ragazzi non riescono a vedere nulla a causa della nebbia, ma incontrano una specie di orso che si chiama Teddie che gli consegna un paio di occhiali in grado di vedere oltre la nebbia e gli consiglia di andarsene. Il gruppo viene attaccato da delle creature oscure chiamate Shadows, ma viene salvato dal "Persona" chiamato Izanagi che li salva. 
Il giorno dopo Yu si imbatte nella misteriosa Velvet Room dove una dei suoi residenti, Margaret, le presenta colei che aveva visto in precedenza ovvero una ragazza chiamata Marie. Marie chiede a Yu di aiutarla a recuperare la sua memoria e il ragazzo decide di accettare la proposta, iniziando così una nuova avventura.

## Personaggi
- Yu Narukami (鳴上 悠 Narukami Yū)

Doppiato da: Daisuke Namikawa
- Yosuke Hanamura (花村 陽介 Hanamura Yōsuke)

Doppiato da: Shōtarō Morikubo
- Chie Satonaka (里中千枝 Satonaka Chie)

Doppiata da: Yui Horie
- Yukiko Amagi (天城雪子 Amagi Yukiko)

Doppiata da: Ami Koshimizu
- Kanji Tatsumi (巽 完二 Tatsumi Kanji)

Doppiato da: Tomokazu Seki
- Rise Kujikawa (久慈川 りせ Kujikawa Rise)

Doppiata da: Rie Kugimiya
- Teddie (クマ Kuma)

Doppiato da: Kappei Yamaguchi
- Ryotaro Dojima (堂島 遼太郎 Dōjima Ryōtarō)

Doppiato da: Unshou Ishizuka 
- Nanako Dojima (堂島 菜々子 Dōjima Nanako)

Doppiata da: Akemi Kanda
- Marie (クマ完二 Marie)

Doppiata da: Kana Hanazawa

## Episodi
| Nº  | Titolo italiano Giapponese 「Kanji」 - Rōmaji | In onda           | In onda |
| Nº  | Titolo italiano Giapponese 「Kanji」 - Rōmaji | Giapponese        |         |
| 1   | THE GOLDEN DAYS 「THE GOLDEN DAYS」 - The golden days | 10 luglio 2014    |         |
| 1   | In aprile, Yu Narukami si trasferisce a Inaba per lavoro dei genitori e dopo aver avvistato una misterioso ragazza incontra zuo zio Ryotaro e sua cugina Nanako Dojima. A scuola Yu fa amicizia con Yosuke Hanamura, Chie Satonaka, e Yukiko Amagi, e viene a conoscenza del "Midnight Channel" che appare in una TV durante le giornate piovose. Yu scopre che il Midnight Channel è reale, e insieme ai suoi amici entra dentro il Midnight Channel della TV del negozio del padre di Yosuke. Nel Midnight Channel i ragazzi non riescono a vedere nulla a causa della nebbia, ma incontrano una specie di orso che si chiama Teddie che gli consegna un paio di occhiali in grado di vedere oltre la nebbia e gli consiglia di andarsene. Il gruppo viene attaccato da delle creature oscure chiamate Shadows, ma viene salvato dal "Persona" chiamato Izanagi che li salva. Il giorno dopo Yu si imbatte nella misteriosa Velvet Room dove una dei suoi residenti, Margaret, le presenta colei che aveva visto in precedenza ovvero una ragazza chiamata Marie. Marie chiede a Yu di aiutarla a recuperare la sua memoria e il ragazzo decide di accettare la proposta, iniziando così una nuova avventura. |                   |         |
| 2   | THE PERFECT PLAN 「THE PERFECT PLAN」 - The perfect plan | 17 luglio 2014    |         |
| 3   | I have amnesia, is it so bad? 「I HAVE AMNESIA, IS IT SO BAD?」 - I have amnesia, is it so bad? | 24 luglio 2014    |         |
| 4   | THE MIDNIGHT TRIVIA MIRACLE QUIZ! 「THE MAYONAKA OHDAN MIRACLE QUIZ!」 - The mayonaka Ohdan Miracle Quiz! | 31 luglio 2014    |         |
| 5   | Let's go get it! Get Pumped! | 7 agosto 2014     |         |
| 6   | See? I told you Yu | 14 agosto 2014    |         |
| 7   | It's cliché, so what? | 21 agosto 2014    |         |
| 8   | Not So Holy Christmas Eve | 28 agosto 2014    |         |
| 9   | A missing piece | 4 settembre 2014  |         |
| 10  | Not a friend anymore | 11 settembre 2014 |         |
| 11  | Let it OUT! Let it GO! | 18 settembre 2014 |         |
| 12  | Welcome Home | 25 settembre 2014 |         |
| OAV | Thank you, Mr. Accomplice | 10 dicembre 2014  |         |